# Diócesis de Villa María
La diócesis de Villa María (en latín: Dioecesis Civitatis Mariae) es una circunscripción eclesiástica de la Iglesia católica en Argentina. Se trata de una diócesis latina, sufragánea de la arquidiócesis de Córdoba. Desde el 28 de febrero de 2013 su obispo es Samuel Jofré Giraudo.

## Territorio y organización

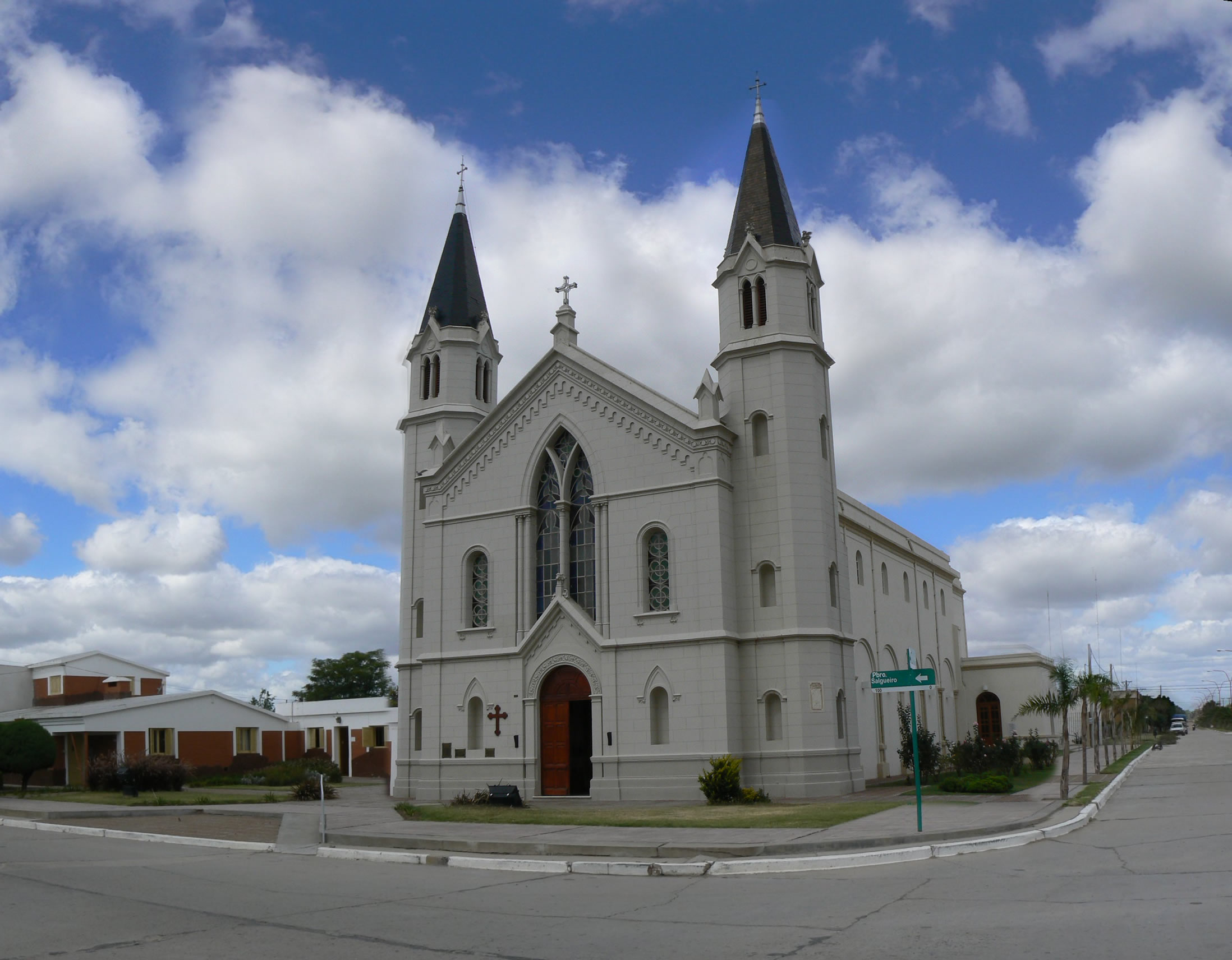
Parroquia Natividad de María, en Villa Huidobro

La diócesis tiene 28 000 km² y extiende su jurisdicción sobre los fieles católicos de rito latino residentes en la provincia de Córdoba en los departamentos de: General San Martín, Marcos Juárez (mitad septentrional hasta el límite norte de las parroquias de Corral de Bustos e Isla Verde de la diócesis de Villa de la Concepción del Río Cuarto), Río Segundo (parte sudoriental, incluyendo la parroquia de Pozo del Molle), Tercero Arriba (excluyendo la zona de Corralito), Unión y de Unión (mitad septentrional, hasta el límite norte de las parroquias de Laborde, Monte Maíz y Pascanas, de la diócesis Villa de la Concepción del Río Cuarto) y Calamuchita (mitad sur).
La sede de la diócesis se encuentra en la ciudad de Villa María, en donde se halla la Catedral de la Inmaculada Concepción.
En 2020 en la diócesis existían 52 parroquias agrupadas en 6 decanatos: (año de erección de la parroquia)
Decanato Inmaculada
- Catedral Santuario Inmaculada Concepción (en Villa María) (1874)
- La Santísima Trinidad (en Villa María) (1960)
- Nuestra Señora de Lourdes (en Villa María) (1960)
- Nuestra Señora de Luján (en Villa María) (1960)
- Cuasiparroquia Nuestra Señora del Rosario (en Villa María) (1996)
- Sagrada Familia (en Villa María) (1994)
- Santa Rita de Casia (en Villa María) (1991)
- Nuestra Señora del Rosario (en Villa Nueva) (1787)
- San Ignacio de Loyola (en Villa Nueva) (2008)[3]

Decanato Pío Angulo
- Cristo Rey (en Morrison) (1959)
- Exaltación de la Santa Cruz (en Noetinger) (1942)
- Inmaculada Concepción (en Bell Ville) (1799)
- Nuestra Señora de Fátima (en Bell Ville) (1961)
- Sagrado Corazón de Jesús (en Bell Ville) (1964)
- La Asunción (en Marcos Juárez) (1893)
- Nuestra Señora de la Merced (en Marcos Juárez) (1978)
- Nuestra Señora del Rosario (en Leones) (1913)
- San Antonio de Padua (en San Antonio de Litín) (1917)
- San José (en Ballesteros) (1917)
- San Marcos Evangelista (en San Marcos Sud) (1945)
- Santa Rosa de Lima (en General Roca) (1946)

Decanato San José
- Cristo Rey (en Río Tercero) (1988)
- Nuestra Señora de la Merced (en Río Tercero) (2003)
- Nuestra Señora de Lourdes (en Río Tercero) (1934)
- Nuestra Señora del Carmen (en Río Tercero) (1987)
- Inmaculada Concepción (en Villa Ascasubi) (1772)
- Nuestra Señora de la Merced (en La Cruz) (1869)
- Nuestra Señora de Loreto (en Embalse) (1985)
- Sagrado Corazón de Jesús (en Los Cóndores) (2002)
- San José (en Hernando) (1960)
- San Pedro Apóstol (en Almafuerte) (1961)
- Santa Teresa de Jesús (en Tancacha) (1958)

Decanato Monseñor Alberto Deane
- Inmaculado Corazón de María (en Pozo del Molle) (1940)
- Nuestra Señora de la Asunción (en Carrilobo) (1963)
- Sagrado Corazón de Jesús (en Oliva) (1912)
- San Francisco de Asís (en Colazo) (1963)
- San Roque (en James Craik) (1960)
- Santa Teresa de Jesús (en La Playosa) (1913)

Decanato Cura Brochero
- La Anunciación (en Etruria) (1923)
- Nuestra Señora de la Medalla Milagrosa (en Pasco) (1962)
- Nuestra Señora del Rosario (en Las Perdices) (1958)
- San José (en Arroyo Cabral) (1959)
- Santa Teresa de Jesús (en La Laguna) (1963)

Decanato Nuestra Señora de las Mercedes
- Natividad de María Santísima (en Justiniano Posse) (1927)
- Nuestra Señora del Carmen (en Inriville) (1961)
- Nuestra Señora del Rosario (en Cruz Alta) (1895)
- Sagrado Corazón de Jesús (en Monte Buey) (1946)
- Sagrado Corazón de Jesús (en Ordóñez) (1963)
- San Carlos Borromeo (en Los Surgentes) (1926)
- San José (en Camilo Aldao) (1915)
- Santuario Nuestra Señora de la Merced (en Saladillo) (1957)

## Historia
La diócesis fue erigida el 11 de febrero de 1957 con la bula Quandoquidem adoranda del papa Pío XII, obteniendo el territorio de la arquidiócesis de Córdoba.
El 18 de julio de 1960 en virtud del decreto Maiori animarum de la Sagrada Congregación Consistorial adquirió la parroquia de La Cruz de la arquidiócesis de Córdoba.
El 15 de octubre de 1962 el papa Juan XXIII con la breve Civitas Mariae declaró a la Santísima Virgen María Inmaculada patrona principal de la diócesis, ya san José Obrero y a san Pío X como patronos secundarios.

## Estadísticas
Según el Anuario Pontificio 2021 la diócesis tenía a fines de 2020 un total de 314 700 fieles bautizados.
| Año                                                                             | Población            | Población | Población      | Sacerdotes | Sacerdotes    | Sacerdotes    | Bautizados por sacerdote | Diáconos permanentes | Religiosos | Religiosos | Parroquias |
| Año                                                                             | Bautizados católicos | Total     | % de católicos | Total      | Clero secular | Clero regular | Bautizados por sacerdote | Diáconos permanentes | Varones    | Mujeres    | Parroquias |
| ------------------------------------------------------------------------------- | -------------------- | --------- | -------------- | ---------- | ------------- | ------------- | ------------------------ | -------------------- | ---------- | ---------- | ---------- |
| 1962                                                                            | 273 000              | 286 000   | 95.5           | 65         | 47            | 18            | 4200                     |                      | 26         | 150        | 37         |
| 1970                                                                            | 285 000              | 320 000   | 89.1           | 67         | 46            | 21            | 4253                     |                      | 36         | 105        | 43         |
| 1976                                                                            | 318 000              | 362 000   | 87.8           | 64         | 45            | 19            | 4968                     |                      | 29         | 100        | 43         |
| 1980                                                                            | 341 000              | 363 000   | 93.9           | 53         | 30            | 23            | 6433                     |                      | 32         | 67         | 45         |
| 1990                                                                            | 390 000              | 410 000   | 95.1           | 43         | 29            | 14            | 9069                     |                      | 21         | 77         | 47         |
| 1999                                                                            | 352 000              | 362 000   | 97.2           | 69         | 52            | 17            | 5101                     |                      | 17         | 52         | 48         |
| 2000                                                                            | 400 000              | 443 000   | 90.3           | 71         | 54            | 17            | 5633                     |                      | 17         | 50         | 49         |
| 2001                                                                            | 353 000              | 373 153   | 94.6           | 69         | 53            | 16            | 5115                     |                      | 16         | 50         | 49         |
| 2002                                                                            | 330 000              | 373 646   | 88.3           | 73         | 62            | 11            | 4520                     |                      | 13         | 43         | 49         |
| 2003                                                                            | 308 000              | 374 000   | 82,4           | 83         | 72            | 11            | 3710                     |                      | 11         | 40         | 50         |
| 2004                                                                            | 308 000              | 375 000   | 82.1           | 81         | 71            | 10            | 3802                     |                      | 10         | 37         | 50         |
| 2010                                                                            | 305 000              | 382 000   | 79.8           | 76         | 68            | 8             | 4013                     |                      | 9          | 34         | 50         |
| 2014                                                                            | 316 800              | 398 000   | 79.6           | 69         | 64            | 5             | 4591                     |                      | 5          | 25         | 50         |
| 2017                                                                            | 326 850              | 410 603   | 79.6           | 63         | 59            | 4             | 5188                     | 3                    | 4          | 15         | 50         |
| 2020                                                                            | 314 700              | 389 200   | 80.9           | 61         | 57            | 4             | 5159                     | 3                    | 4          | 10         | 51         |
| Fuente: Catholic-Hierarchy, que a su vez toma los datos del Anuario Pontificio. |                      |           |                |            |               |               |                          |                      |            |            |            |

## Episcopologio
- Alberto Deane, C.P. † (13 de marzo de 1957-15 de abril de 1977 renunció)
- Cándido Genaro Rubiolo † (15 de abril de 1977-11 de octubre de 1979 nombrado arzobispo de Mendoza)
- Alfredo Guillermo Disandro † (16 de abril de 1980-23 de junio de 1998 retirado)
- Roberto Rodríguez (23 de junio de 1998-24 de mayo de 2006 nombrado obispo de La Rioja)
- José Ángel Rovai (3 de octubre de 2006-28 de febrero de 2013 retirado)
- Samuel Jofré Giraudo, desde el 28 de febrero de 2013

## Galería

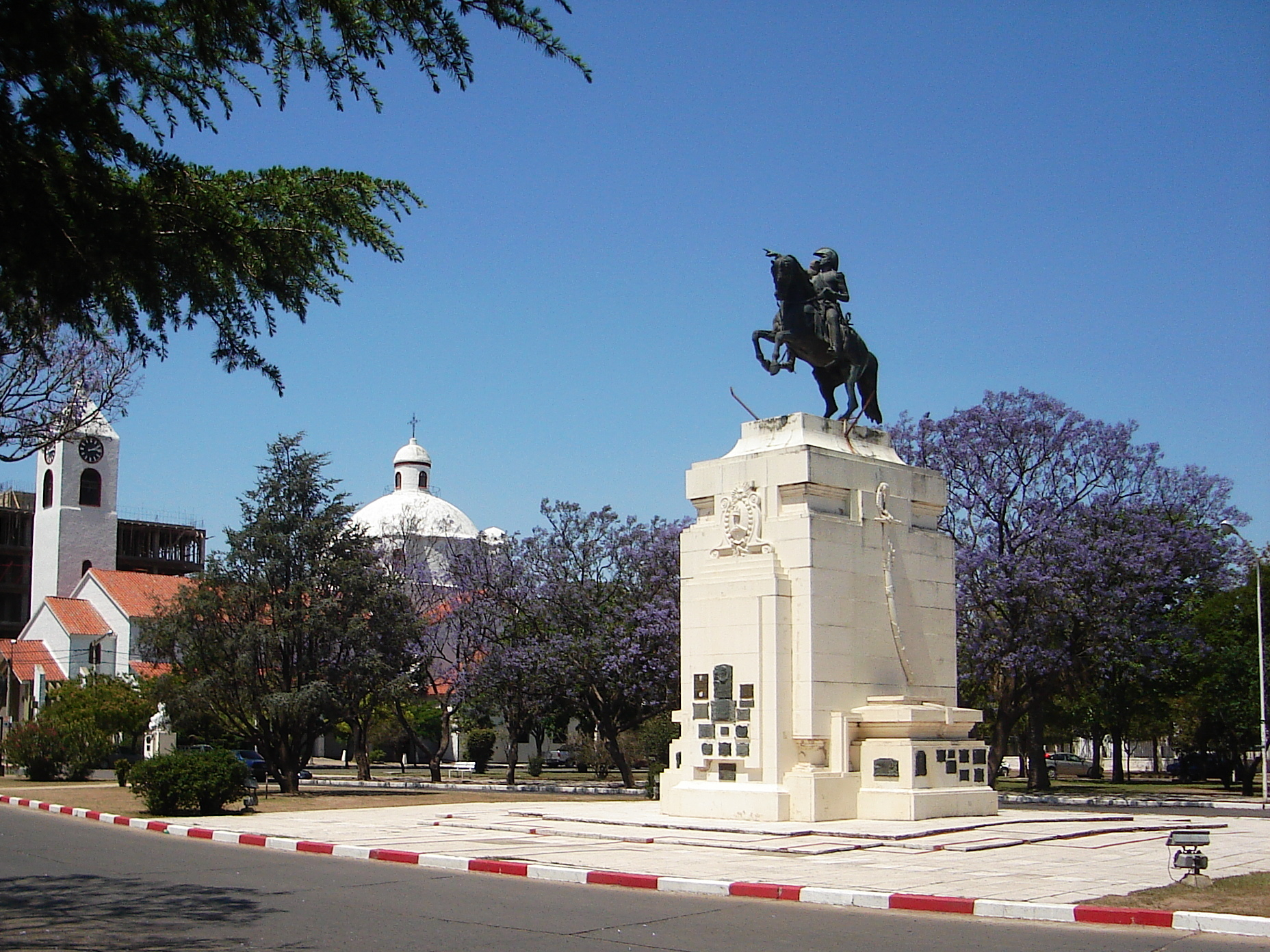
Parroquia Nuestra Señora de Lourdes en la ciudad de Río Tercero
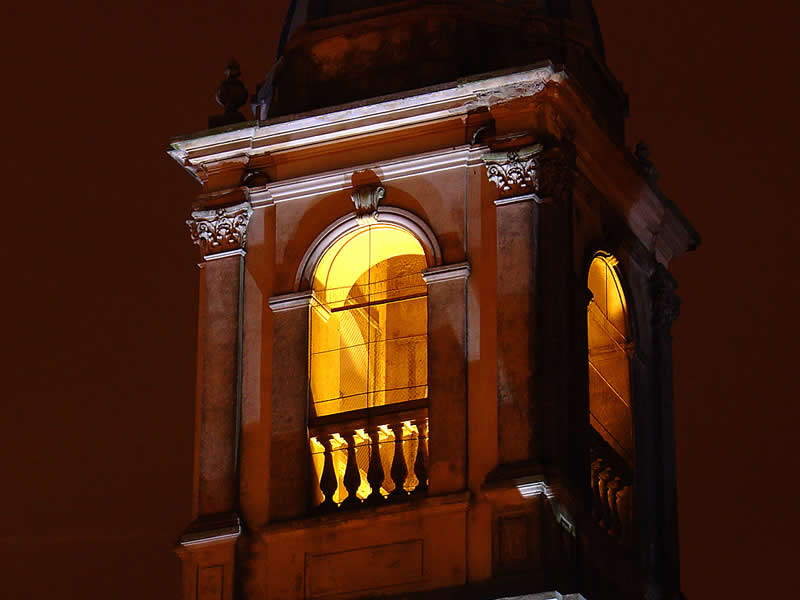
Parroquia Inmaculada Concepción de Bell Ville
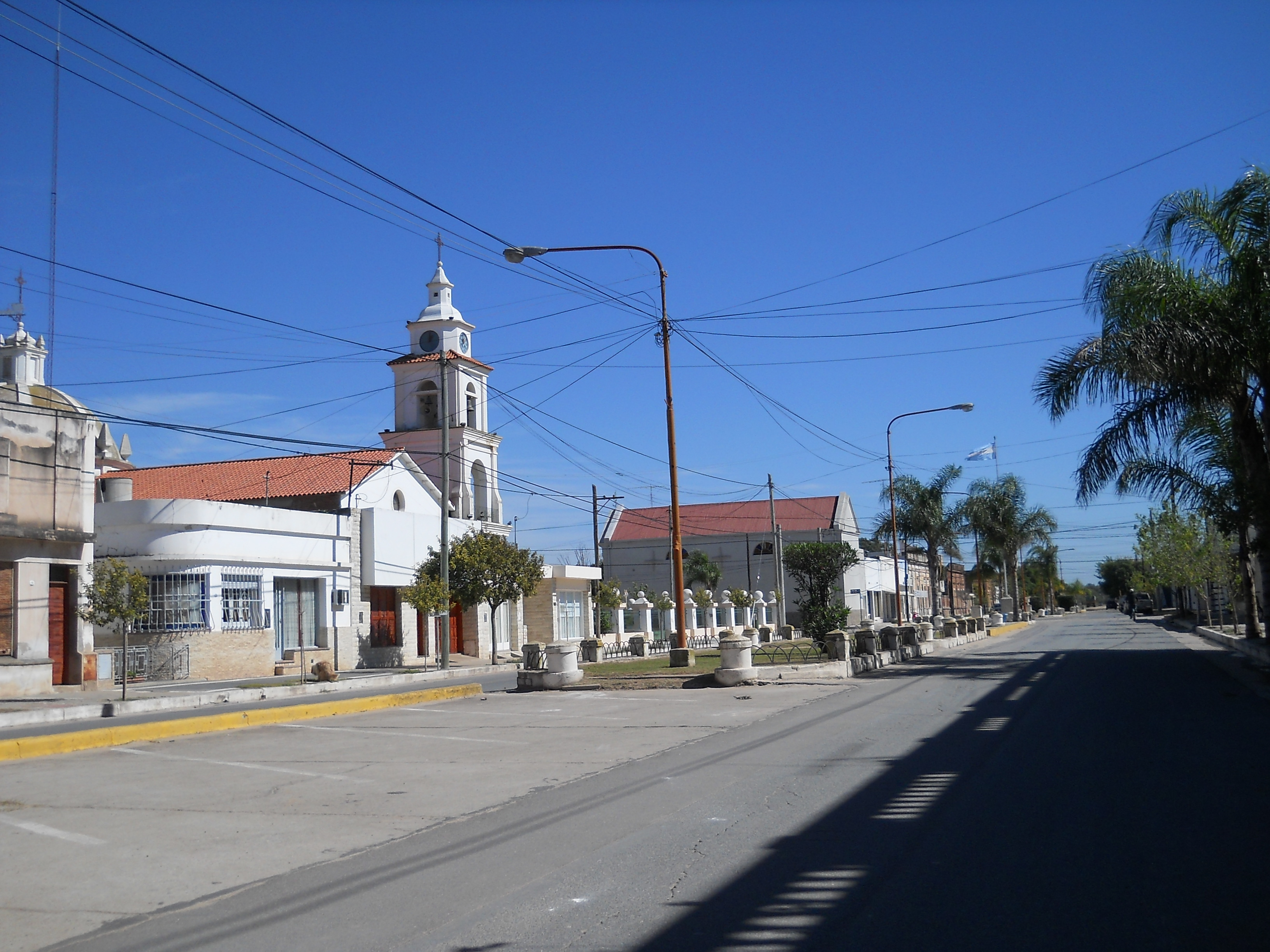
Parroquia San José de Ballesteros